# لورانس برينرد
لورانس برينرد هو مصرفي وسياسي أمريكي، ولد في 16 مارس 1794 في إيست هارتفورد في الولايات المتحدة، وتوفي في 9 مايو 1870 في سانت ألبانز في الولايات المتحدة. نشط حزبياً في حزب اليمين والحزب الجمهوري. وقد انتخب عضو مجلس الشيوخ الأمريكي ‏ عن دائرة Vermont Class 3 senate seat ‏ وقد انضم خلال فترته النيابية ‏ (14 أكتوبر 1854 – 3 مارس 1855) للكتلة البرلمانية حزب الأرض الحرة وانتخب عضو مجلس نواب فيرمونت ‏ وانتخب عضو مجلس الشيوخ الأمريكي ‏.